# 桑科什河
桑科什河（英語：Sankosh River）是南亞的河流，發源自不丹北部，最終在印度的阿薩姆邦注入布拉馬普特拉河，河道全長320公里，流域面積9,900平方公里。

## 外部連結
- River System of Bhutan（页面存档备份，存于） from "SURVEY OF THE WATERS OF BHUTAN PHYSIOGRAPHY AND FISHERIES POTENTIAL", FOOD AND AGRICULTURE ORGANIZATION OF THE UNITED NATIONS, 1978

26°23′N 89°48′E / 26.383°N 89.800°E